# Агтерберг, Крис
Кристофер «Крис» Агтерберг (нидерл. Christopher "Cris" Agterberg; 22 апреля 1883 года, Амстердам ― 21 ноября 1948 года, Утрехт) ― нидерландский художник и скульптор.

## Жизнь и творчество
Агтерберг родился в Амстердаме в семье Кристофера Агтерберга старшего, штукатура по профессии, и Алиды Грамберг. Учился в школе Квиллинуса и в ремесленном училище города Эльберфельд, Германия. В 1905 году женился на Ребекке Хартгерс, которая работала текстильным дизайнером. Агтерберг изготавливал керамические изделия, работал с деревом, стеклом, кожей и металлом, создавал украшения, маски и художественные переплёты книг. Сам он называл себя «скульптором и художником-декоратором».

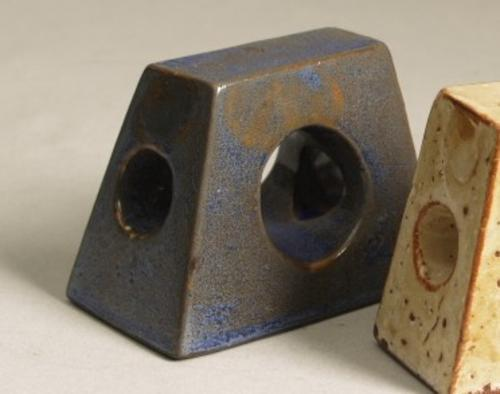
Работы Агтерберга

В 1932 году вступил в Национал-социалистическое движение (НСБ) под предводительством Антона Мюссерта. Получил партийный билет под номером 57. В первые годы существования НСБ Агтерберг проектировал декорации зала собраний членов партии. Первая штаб-квартира НСБ в Утрехте, была расположена в здании, которое первоначально было студией Агтерберга. Во время Второй мировой войны был членом Консультативного совета по назначениям художников смежных искусств. Совет был основан Голландским домом искусств, который находился под контролем Департамента общественной информации и искусств. В тот же период Агтерберг в Утрехте выставочной галереей «Дом искусств Святого Петра». Он также разработал несколько наград для членов НСБ, таких как знаки «Борьба и жертва» и «Восточный фронт».
В 1947 году Агтерберг был осуждён за сотрудничество с оккупационным режимом, но был сразу же отпущен на свободу, поскольку он уже долгое время провёл в заключении. Приговор учитывал, что Агтерберг страдал смертельной болезнью и что он с самого начала был идейным нацистом и поэтому никого не предавал. В следующем году он скончался в Утрехте.
В 2002 году в Центральном музее Утрехта состоялась выставка работ Криса Агтерберга: на ней были представлены образцы мебели, ювелирных изделий и мелкая посуда.

## Выставки работ
- Рейксмюсеум, Амстердам[6]
- Музей керамики Принцессехов, Леуварден[7]